# Сенькин, Сергей Яковлевич
Сергей Яковлевич Сенькин (13 июля 1894, Покровское-Стрешнево (район Москвы) — 12 апреля 1963, Москва) — один из видных деятелей советского агитационного искусства, художник-авангардист, представитель конструктивизма, один из создателей искусства цветного фотомонтажа. Оформитель художественных и промышленных выставок, книг и журналов; автор известных фотомонтажных плакатов.

## Биография
Родился в подмосковном посёлке Покровское-Стрешнево.
В 1914 году поступил в Московское училище живописи, ваяния и зодчества. В 1915 году призван на военную службу.
После Первой мировой войны служил на Урале в Красной армии художником агитпропа.
В 1918 году поступил на курс к Казимиру Малевичу во Вторые Государственные свободные художественные мастерские (II ГСХМ), сформированные на базе МУЖВЗ. Малевич оказал несомненное влияние на Сенькина во время занятия им живописью.
В 1920 году вместе с художником-авангардистом Густавом Клуцисом организовал независимую мастерскую агитационного искусства («Нового практического реализма»), начав заниматься оформительством. Являлся вдохновителем рукописного журнала учеников («подмастерьев») Малевича ― «Журнал Свободных Государственных художественных мастерских». В библиотеке Центра Жоржа Помпиду сохранились два номера, датированные концом 1919 года. Российский искусствовед Игорь Смекалов определяет материалы журнала-манифеста как смысловое звено между подготовленным, но так и не изданным журналом «Супремус» (1917) и витебским альманахом «УНОВИС № 1» 1920). Авторы статей ― молодые художники Сергей Сенькин «Стойте коллективы», «Наши задачи», «Открываем дискуссию»), Иван Кудряшов, Тевель Шапиро, Иван Завьялов. Предназначалась для рукописного журнала и статья Казимира Малевича «19851-й Евгений Онегин», где автор призывает театр порвать с закоснелыми традициями и перейти к театру беспредметному с элементами звука, цвета, движения, объёма. Но по каким-то причинам статья в журнал не вошла; возможно, потому что автор послал её в витебский журнал «Революционное искусство». Обложка первого номера авторства С. Сенькина: шрифтовая композиция и акварель в духе супрематизма. В официальном органе театрального отдела Наркомпроса «Вестник театра» № 39 за октябрь-ноябрь 1919 года помещена рецензия на рукописный журнал.
А. Лабас в воспоминаниях критически отнёсся к творчеству Сергея Сенькина: «…он умный, теоретик, скептик, больше решает головой, логикой, считает себя изобретателем огромного „супремата“. Фокус небольшой: к квадрату на плоскости прибавить две стенки или оттенить круг, чтобы получился шар. Но он не понимает своего учителя Малевича».
Попытка выпуска печатного журнала не удалась, хотя он вышел. В журнале была напечатана статья Малевича, которому Эль Лисицкий писал

Теперь Уновис. История с журналом исполкома кратка, журнал был уличен на собрании ответственных работников ИЗО в Уновисимости и предан огню (сожжен в буквальном смысле), конечно, формально совсем под другим соусом. Оказывается, что Штеренберг, прочитав, пришёл в ужас, Вашу статью принял на свой счет. Ах, вот как, картине в искусстве не быть! А Малевич ещё хочет всюду насадить Уновисов, вот зачем телеграмма о выпуске инструкторов, нет, не подпишу телеграммы и т. д. Но страсти, кажется, уже улеглись, и я надеюсь, все хорошо будет. Сенькин был в Питере во время всей этой истории, а без него здесь, как видно, беспомощны. Исполком избран новый, Сенькин опять входит, и кажется, ребята свои.

 Эль Лисицкий. Письмо К. С. Малевичу и членам Уновиса из Москвы в Витебск от 21 декабря 1920 года. Письмо хранится в Фонде Харджиева—Чаги, Амстердам.
Сенькин объяснял в письме к Малевичу, что преследованиям журнал подвергся из-за его, Сенькина, статьи с резкой критикой Отдела Изо Наркомпроса; в результате тираж журнала был сожжён. Упоминаемый Давид Штеренберг был в то время заведующим Изо Наркомпроса. Сохранился экземпляр журнала, находящийся в коллекции фонда Гетти, где, в частности, опубликованы статья С. Сенькина «Почему мы стоим за организацию партии», его заметка «Уновис. Пастернак и Репин», статья К. Малевича о театре и др.
О жизни и творчестве С. Я. Сенькина после войны практически ничего не известно. Жена ― Анна Васильевна, упоминается в воспоминаниях как соседка поэта Алексея Кручёных.

## Творчество

Журнал подмастерьев Казимира Малевича

В 1921 году в клубе им. Поля Сезанна во ВХУТЕМАСе состоялась первая персональная выставка работ Сергея Сенькина: «30 работ. Реализм. Футуризм. Супрематизм и пространственный супрематизм». Кроме супрематических картин были представлены пространственно-супрематические конструкции.
В 1921 году Сенькин уехал из Москвы в Витебск, где работал Малевич с группой единомышленников. На базе Витебского народного художественного училища (ВНХУ) они создали объединение УНОВИС («Утвердители нового искусства»). Сенькин и Клуцис стали учредителями московского филиала УНОВИСа. Сенькин перестал заниматься живописью, переключившись на «производственное искусство», фотомонтаж и плакаты.
В июне-июле 1922 года принял участие в выставке «Обзор новых течений в искусстве» в петроградском Музее художественной культуры.
С 1923 по 1925 год Сенькин является членом ЛЕФа (Левый фронт искусств), призывал к созданию экспериментальной студии агитпропаганды «Мастерская революции». В ЛЕФе сотрудничал с Александром Родченко, Варварой Степановой и др. В творчестве всё больше уходит от супрематизма к конструктивизму. Начиная с конца 1920-х гг., Сенькин создал ряд фотомонтажных плакатов в конструктивистском духе, ― в современном искусствознании они считаются классикой агитпропа: «Актив, учись. Иди за советом в ячейку», «Роль передового борца может выполнить только партия» (1927), «Да здравствует наша родная, непобедимая Красная Армия!» (1928), «Озеленим цехи фабрик и заводов!», «Под знаменем Ленина за вторую пятилетку!» (1931), «Укрепим индустриальную мощь Советского Союза!» (1932) и др. Занимается оформление выставок (Центральный институт труда на Всесоюзной сельскохозяйственной выставке 1923 года, Выставка к конгрессу Коминтерна в Москве (1924), Всесоюзная полиграфическая выставка (1927). Совместно с Эль Лисицким оформлял советский павильон на Международной выставке прессы в Кёльне (1928), участвовал в оформлении павильона СССР на Нью-Йоркской Всемирной выставке 1939 года.
С конца 1930-х гг. Сенькин, как и другие советские плакатисты, отказался от конструктивистского оформления со шрифтами и текстовыми блоками. Теперь плакат представлял изображение, плакатный лозунг; экспериментальные шрифты и буквы занимают место в нижней части.
Заметны работы Сенькина в области книжной иллюстрации. Это рисунки к басням А. Крылова, иллюстрации к книгам «Песня о Тане» Н. Владимирского (1926), «Бурные дни» Д. Бергельсона (1930), «Рассказы о смерти Ленина» А. Ф. Гринберг (1930). Делал эскизы почтовых и торговых марок.
Живописные и графические работы художника находятся в Третьяковской галерее (ГТГ), Русском музее (ГРМ), изобразительном музее им. А. С. Пушкина (ГМИИ), в частных коллекциях. Рисунки и плакаты ― в фондах Российской государственной библиотеки, Российского государственного архива литературы и искусства (РГАЛИ).

## Киновоплощение
- 1970 — «Штрихи к портрету В. И. Ленина», фильм 4-й «Коммуна ВХУТЕМАС». В роли — Николай Караченцов (художник в фильме по имени не назван)